# رجال رئيسة الوزراء
رجال رئيس الوزراء هو فيلم وثائقي استقصائي عن بنغلاديش صدر عام 2021 ونشرته قناة الجزيرة الإعلامية الدولية التي تتخذ من قطر مقراً لها، ويزعم وجود فساد ضد أشخاص أقوياء من سلطة بنغلاديش. يركز الفيلم الوثائقي على الأنشطة الماضية والحالية لأفراد عائلة قائد جيش بنغلاديش عزيز أحمد ويزعم وجود أشكال مختلفة من الفساد. تم أخذ اسم الفيلم الوثائقي من اسم كتاب "كل رجال الرئيس" لعام 1974، وهو كتاب يستند إلى الصحافة الاستقصائية التي كشفت عن فضيحة ووترجيت للرئيس الأمريكي ريتشارد نيكسون عام 1972.

## روابط خارجية
- رجال رئيسة الوزراء على يوتيوب باللغة الإنجليزية
- رجال رئيسة الوزراء على يوتيوب باللغة البنغالية
- رجال رئيسة الوزراء على يوتيوب باللغة العربية
- موقع وحدة التحقيقات في قناة الجزيرة